# Vasszécseny
Vasszécseny is een plaats (község) en gemeente in het Hongaarse comitaat Vas. Vasszécseny telt 1389 inwoners (2001).